# Николет, Даниэль
Даниэль Николет (англ. Danielle Nicolet, род. 24 ноября 1973) — американская телевизионная актриса. Снималась в сериалах «Третья планета от Солнца», «Развод по-голливудски», и «Флэш», где сыграла роль Сесилии Хортон.

## Карьера
Николет родилась в Аштабула, штат Огайо. На телевидении она дебютировала с второстепенной роли в ситкоме ABC «Дела семейные», а в 1996—2001 годах снималась в роли второго плана в ситкоме NBC «Третья планета от Солнца». Снималась в основном составе в сериалах «Во второй раз вокруг» (UPN, 2004-05), «Хартленд» (TNT, 2007), «Развод по-голливудски» (USA Network, 2008) и «Семейные инструменты» (ABC, 2013), каждый из которых был закрыт после одного сезона. В 2014 году она сыграла второстепенную роль в ситкоме BET «Игра». В следующем году Николет начала исполнять ведущую роль в сериале TV One Born Again Virgin.
Николет в разные годы появилась в гостевых ролях в таких сериалах, как «Диагноз: убийство», «ФАКультет», «Звёздные врата: SG-1», «Ангел», «C.S.I.: Место преступления», «Хранилище 13», «Элементарно». Она также сыграла в гостевой роли в первом сезоне сериала «Флэш». В третьем и четвёртом сезонах Флэша она сыграла роль второго плана. В пятом сезоне она была повышена до основного актёрского состава.